# York Region District School Board

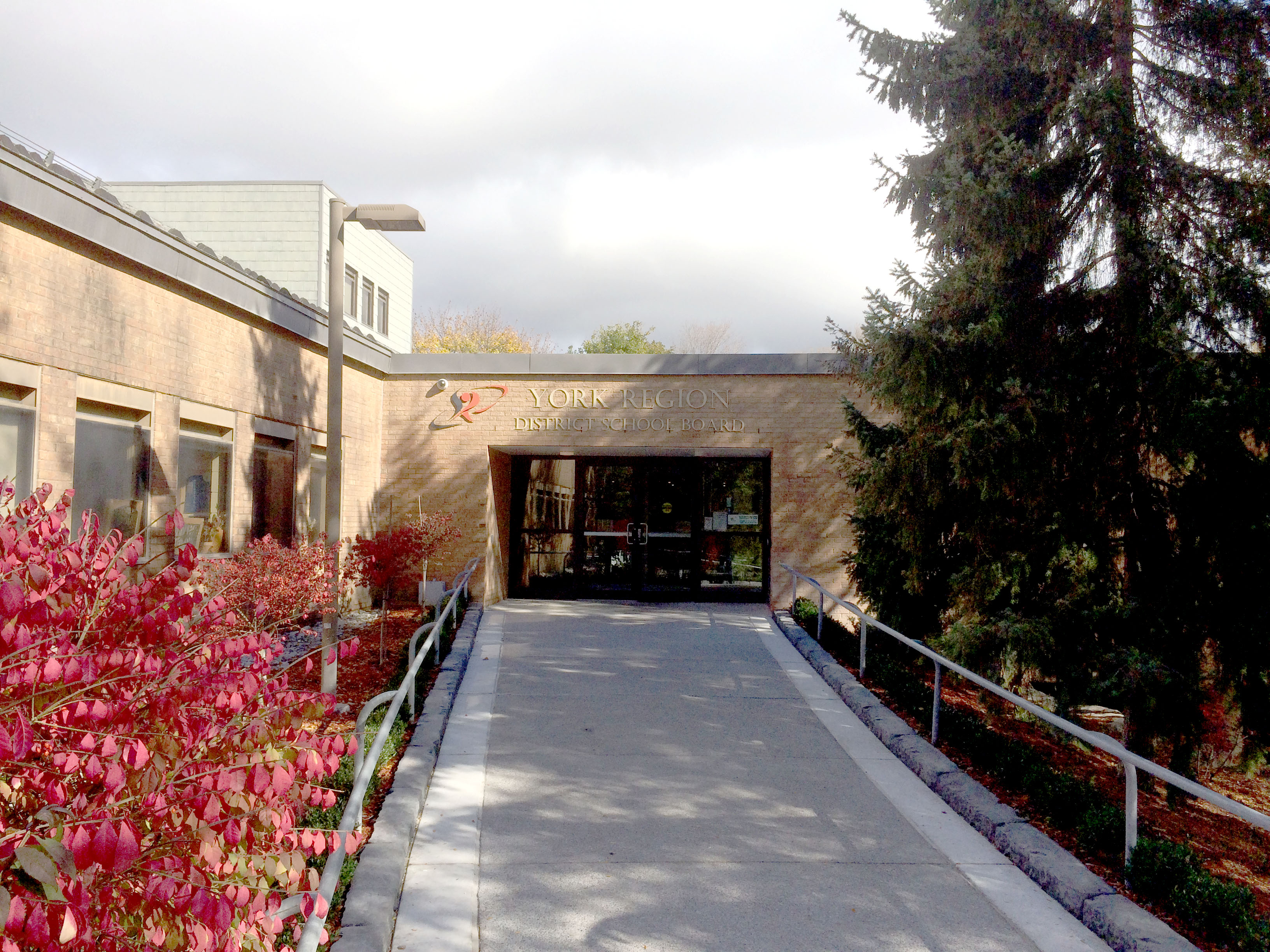
Entrée du siège de la York Region District School Board à Aurora

Le York Region District School Board (YRDSB) est un système des écoles à la Municipalité régionale d'York. Le district a son siège à Aurora.